# Боргетто-ди-Вара
Боргетто-ди-Вара (итал. Borghetto di Vara) — коммуна в Италии, располагается в регионе Лигурия, в провинции Ла Специя.
Население составляет 987 человек (2008 г.), плотность населения составляет 36 чел./км². Занимает площадь 27 км². Почтовый индекс — 19020. Телефонный код — 0187.
Покровителем населённого пункта считается святой San Carlo Borromeo.

## Демография
Динамика населения:

## Города-побратимы
- Шнеккенлоэ, Германия (1993)

## Администрация коммуны
- Официальный сайт: http://www.comunediborghettodivara.net/